# اوربان سمفونی
اوربان سمفونی (به انگلیسی: Urban Symphony) گروه موسیقی استونیایی است.
آن ها در مسابقه آواز یوروویژن ۲۰۰۹ نماینده استونی بودند.